# Thunder Road
"Thunder Road" és una cançó del músic estatunidenc Bruce Springsteen, publicada al àlbum d'estudi Born to Run. És generalment considerada per la premsa musical com una de les millors cançons de la carrera musical de Springsteen, i apareix en diverses llistes de les millors cançons de rock de tots els temps. La revista Rolling Stone va situar la cançó en el lloc 86 de la llista de les 500 millors cançons de tots els temps.
Thunder Road va patir una considerable evolució a mesura que era composta, amb una versió primerenca i titulada Wings for Wheels interpretada per primera vegada a The Main Point de Bryn Mawr (Pennsilvània) el 5 de febrer de 1975. Altres versions primerenques de la cançó esmentaven també el nom de diverses dones com «Angelina» i «Christina», posteriorment substituïdes en la versió d'estudi per «Mary». Entre d'altres canvis successius, incloent lletres en algunes estrofes completament diferents de la primera versió, es va incloure la substitució del vers «This is a town full of losers, and baby I was born to win» -en català: «Aquesta és una ciutat plena de perdedors, i nena jo vaig néixer per guanyar» - per: «It's a town full of losers, and I'm pulling out of here to win»' '-en català: «És una ciutat plena de perdedors, i estic sortint d'aquí per guanyar».
Durant la composició de la lletra en les sessions d'enregistrament, en lloc del vers final «Skeleton frames of burned out Chevrolets» -en català: «Esquelets de Chevrolets cremats» -, havia escrit: «Skeletons found by exhumed shallow graves» -en català: «Esquelets exhumats trobats en tombes poc profundes». No obstant això, el bateria Max Weinberg va aconseguir convèncer Springsteen d'allunyar-se de lletres tan ombrívoles com les del segon vers.
La cançó és una de les més aclamades pels seguidors de Springsteen, i una de les més esperades en els concerts del músic de Nova Jersey. En les seves actuacions en directe, el nord-americà alterna les versions d'aquesta cançó amb la banda, amb versions en acústic, on a l'escenari només hi és Springsteen acompanyat d'una guitarra i l'harmònica.

## Personal
- Bruce Springsteen: veu, guitarra i harmònica
- Garry Tallent: baix
- Max Weinberg: bateria
- Roy Bittan: piano, glockenspiel i cors
- Mike Appel: cors
- Steve Van Zandt: cors
- Clarence Clemons: saxofon